# 小行星2145
小行星2145（2145 Blaauw）是一颗绕太阳运转的小行星，为主小行星带小行星。该小行星于1976年10月24日发现。
該小行星以荷蘭天文學家亞德里安·布拉奧命名。

## 轨道参数
小行星2145的轨道半长轴为3.2223455 UA，离心率为0.089。